# Edmund Bruggmann
Edmund Bruggmann, född den 15 april 1943 i Flums, död 9 juni 2014, var en schweizisk alpin skidåkare.
Bruggmann blev olympisk silvermedaljör i storslalom vid vinterspelen 1972 i Sapporo.